# جونيور هيفرنان
جونيور هيفرنان (بالإنجليزية: Junior Heffernan)‏ هو دراج بريطاني، ولد في 11 أغسطس 1989، وتوفي في 3 مارس 2013 بسبب حادث مرور.